# Adobe PageMaker
Chronologie des versions
Adobe InDesign
Adobe PageMaker (précédemment Aldus PageMaker) était un logiciel propriétaire de mise en pages.

## Histoire
Créé par Aldus en 1985, PageMaker est un logiciel de publication assistée par ordinateur, le second mis sur le marché après Ventura Software (renommé ensuite Corel Ventura (en). C'est un des logiciels qui ont imposé la plate-forme Macintosh dans les arts graphiques, avant son concurrent QuarkXPress et avant Adobe Illustrator et Adobe Photoshop. Aldus et son logiciel phare sont acquis par Adobe Systems en 1994 ; PageMaker est alors remplacé par Adobe InDesign quelques années plus tard.
Adobe PageMaker ne fait pas partie d'un package d’application.

## Versions
La dernière version de PageMaker est commercialisée en juillet 2001 ; il s'agit d'Adobe PageMaker 7.0.